# الغواصة الألمانية يو-966
غواصة يو-966 غواصة يو بوت ألمانية من غواصة الفئة السابعة سي بنيت لسلاح بحرية ألمانيا النازية كريغسمارينه، في أحواض بلوم+فوس خلال الحرب العالمية الثانية.

## التصميم
كانت إزاحة الغواصة يو-577 تبلغ 769 طناً عند السطح و871 طناً أثناء الغوص. كان طولها الإجمالي 67.10 م، وطول هيكل الغواصة 50.50 م، وبعرض 6.20 م، وارتفاع 9.60 م، وغاطس 4.74 م. تم تزويد الغواصة بالطاقة بواسطة محركي ديزل بضاغط عنفي فائق من طراز اف 46 (بالإنجليزية: F46) سداسي الأسطوانات من طراز جيرمانياويرفت، ينتج قوة إجمالية تتراوح بين 2800 و3200 حصان للاستخدام على سطح الماء، ومحركين كهربائيين من طراز (بالإنجليزية: Brown, Boveri & Cie GG UB 720/8) ينتج قوة إجمالية قدرها 750 حصان للاستخدام تحت الماء. كان لها عمودان ومراوحتان بطول 1.23 متر، وكانت الغواصة قادرة على العمل في عمق يصل إلى 230 متر. 

## تاريخ الخدمة
صدر في يونيو 5 يونيو 1961 وتم وضعه في بلوم وفوس هامبورغ في 1 مايو 1942 اطلق في 14 يناير 1943 وتم التكليف في 4 مارس 1943 

## ملخص نتائج الخدمة
أُغرقت في ١٠ نوفمبر ١٩٤٣ في خليج بسكاي قبالة بورتو دي باريز، إسبانيا، بعد أن لحقت بها أضرار بالغة ٨ قتلى و٤٢ ناجيًا. حيث عثر غواصون أسبان على حطام تلك الغواصة وهى من أيام الحرب العالمية الثانية قبالة سواحل منطقة جاليسيا شمال غرب اسبانيا